# Illhart

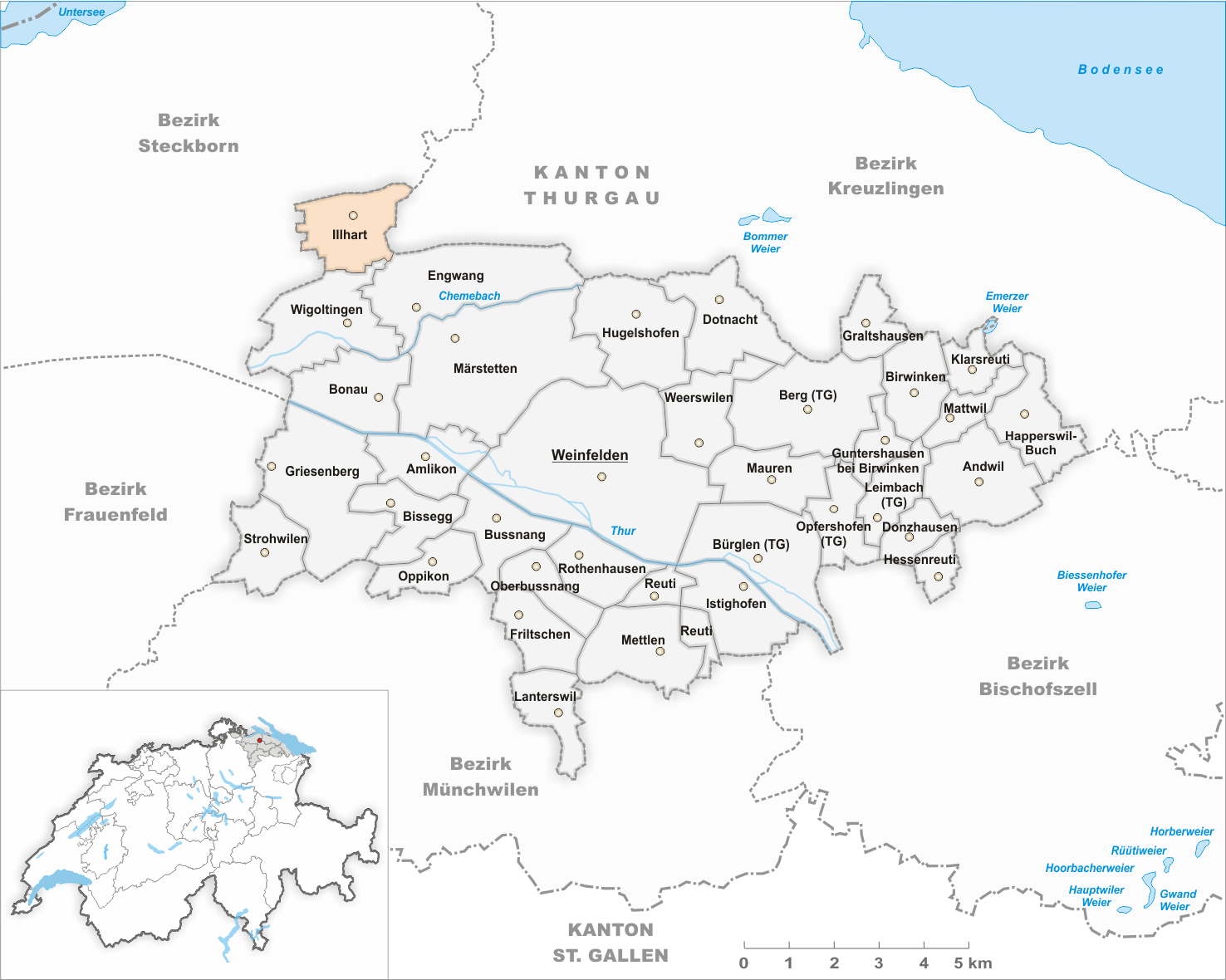
Gemeindestand vor der Fusion im Jahr 1995

Illhart ist eine ehemalige Ortsgemeinde und eine Ortschaft der Gemeinde Wigoltingen im Bezirk Weinfelden des Kantons Thurgau in der Schweiz.
Die Gemeinden Illhart und Lamperswil wurden 1805 der Munizipalgemeinde Wigoltingen zugeteilt und 1812 zur Ortsgemeinde Illhart vereinigt. Am 1. Januar 1995 fusionierte die Ortsgemeinde Illhart im Rahmen der Thurgauer Gemeindereform zur politischen Gemeinde Wigoltingen.

## Geographie
Illhart mit der Ortschaft Lamperswil liegt am Südhang des Seerückens nördlich der Autobahn A7.

## Geschichte
Der Ort wurde 1264 als Ilnehart erstmals erwähnt. Vom Mittelalter bis 1798 bildete Illhart mit Lamperswil zusammen das Niedergericht Illhart, das der Herrschaft Altenklingen unterstand. Das überwiegend reformierte Dorf gehörte stets zur Pfarrei Wigoltingen und teilte kirchlich deren Schicksal.
Im 19. Jahrhundert wurde der Ackerbau zunehmend von Milchwirtschaft, Viehzucht und Obstbau abgelöst. Während im 19. Jahrhundert die Weberei verbreitet war, brachte um 1900 die Stickerei den Kleinbauern einen wichtigen Zusatzverdienst. Der einst verbreitete Rebbau wurde im 20. Jahrhundert fast ganz aufgegeben. In jüngster Zeit entwickelte sich das ehemalige Bauerndorf durch den Bau zahlreicher Einfamilienhäuser zur ländlichen Wohngemeinde.

## Bevölkerung
| Jahr         | 1850 | 1900 | 1950 | 1990 | 2000  | 2010  | 2018  | 2023  |
| Ortsgemeinde | 302  | 256  | 257  | 246  |       |       |       |       |
| Illhart      |      |      |      |      | 229   | 190   | 220   | 234   |
| Lamperswil   |      |      |      |      | 229   | 35    | 57    | 63    |
| Quelle       |      |      |      |      | [ 3 ] | [ 4 ] | [ 2 ] | [ 5 ] |

Von den insgesamt 234 Einwohnern der Ortschaft Illhart am 31. Dezember 2023 waren 51 bzw. 21,8 % ausländische Staatsbürger. 86 (36,8 %) waren evangelisch-reformiert und 39 (16,7 %) römisch-katholisch. Von den 63 Bewohnern Lamperswils waren zum gleichen Zeitpunkt 25 (39,7 %) reformiert und 9 (14,3 %) katholisch.

## Bilder

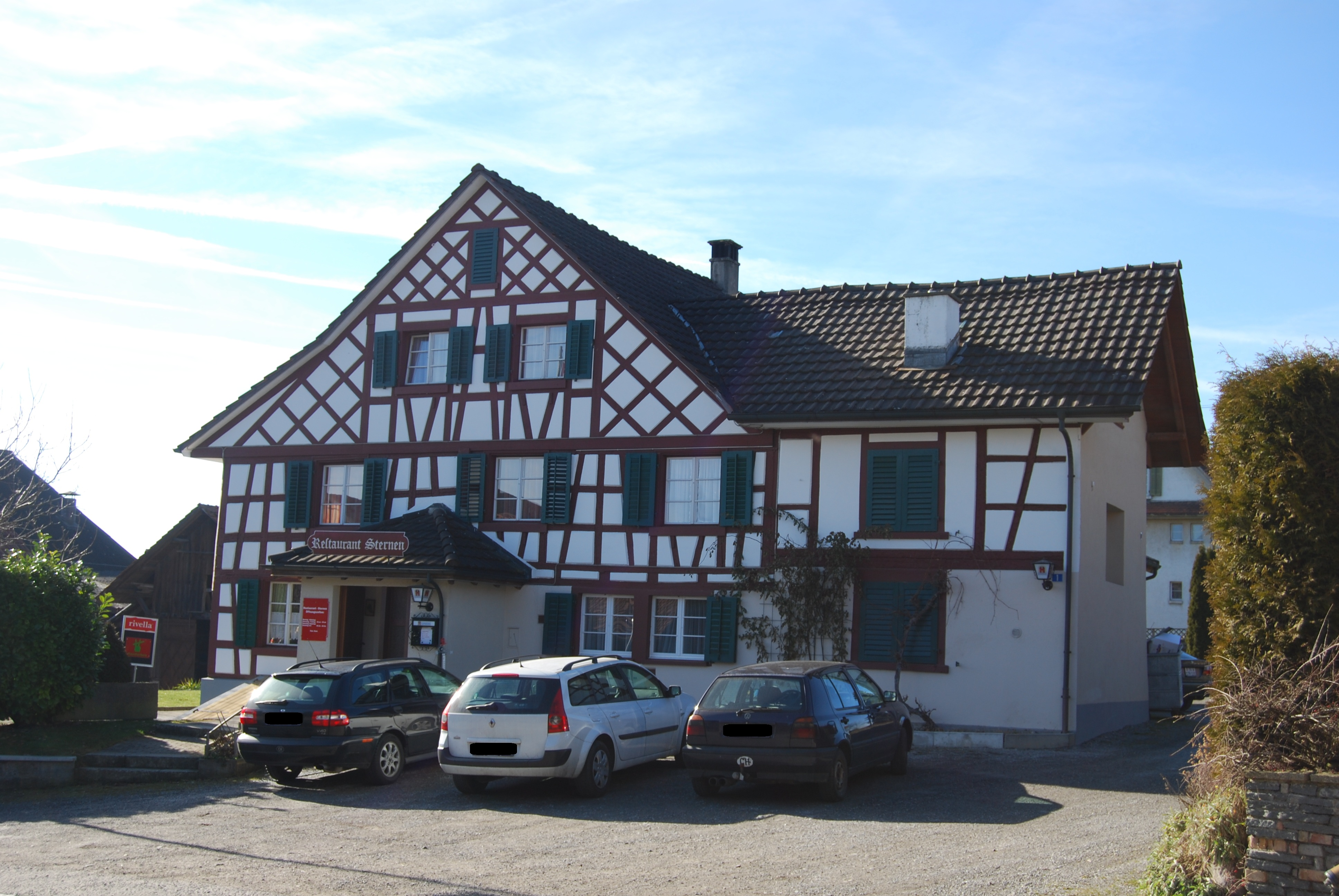
Restaurant Sternen
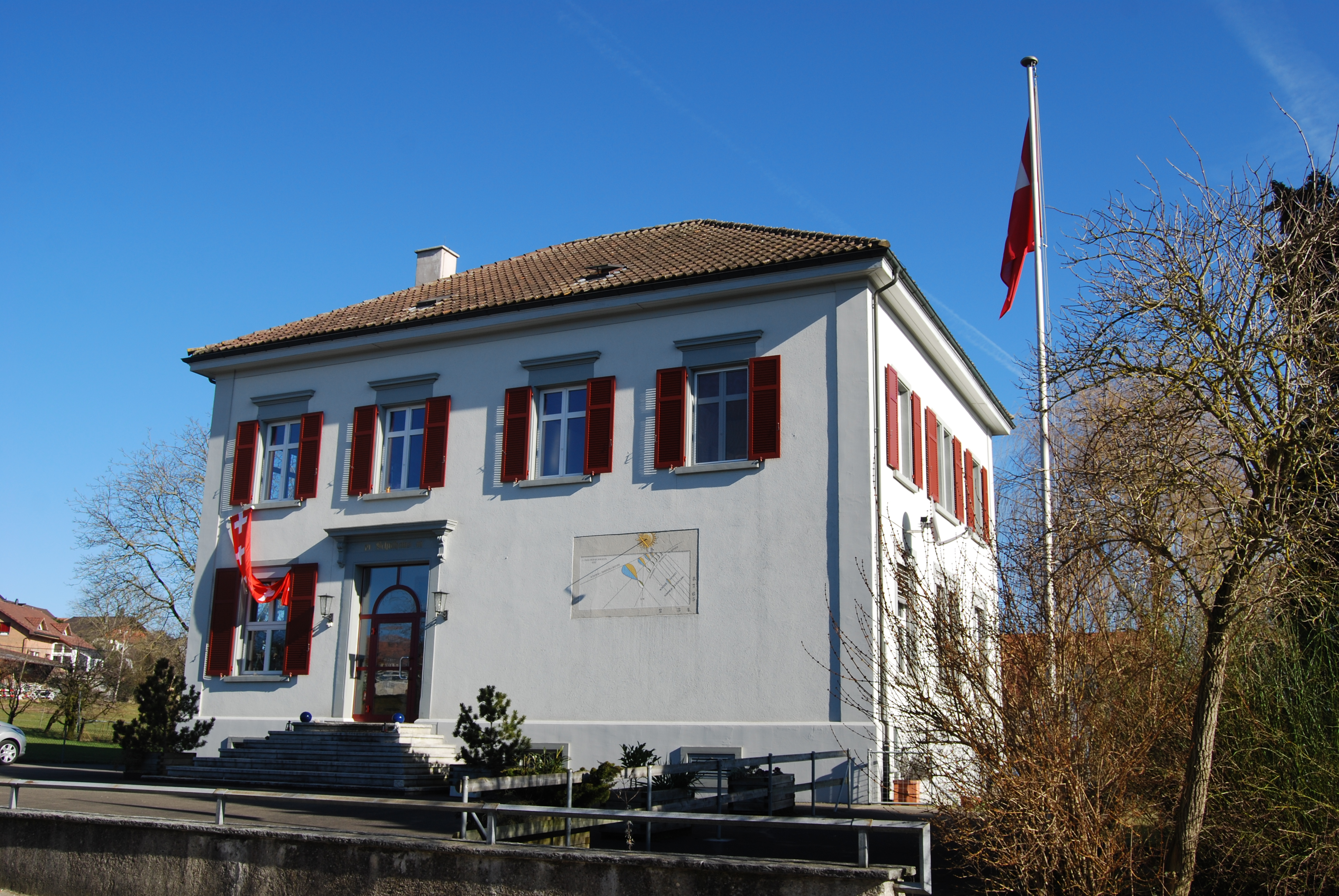
Schulhaus mit Sonnenuhr
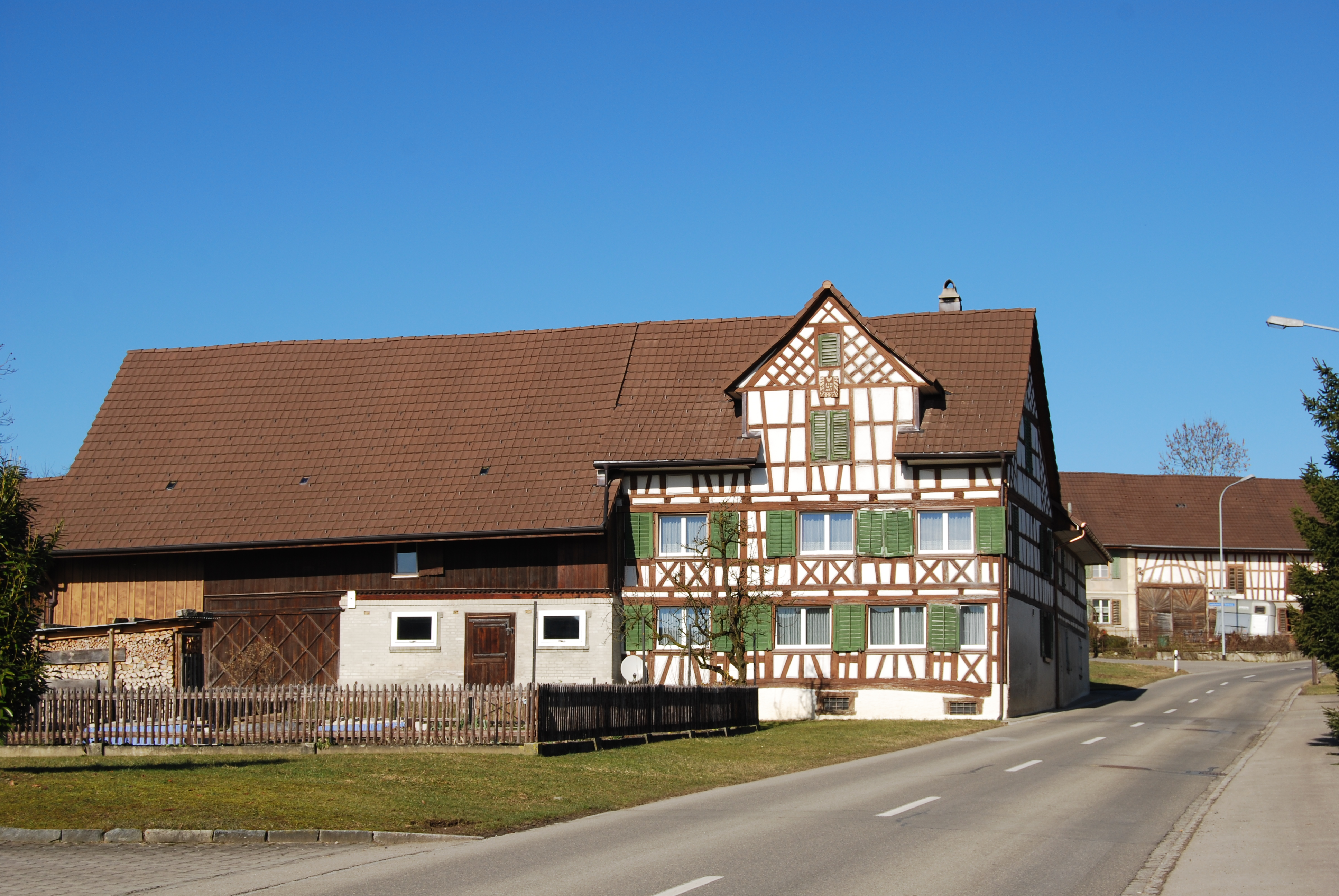
Bauernhaus
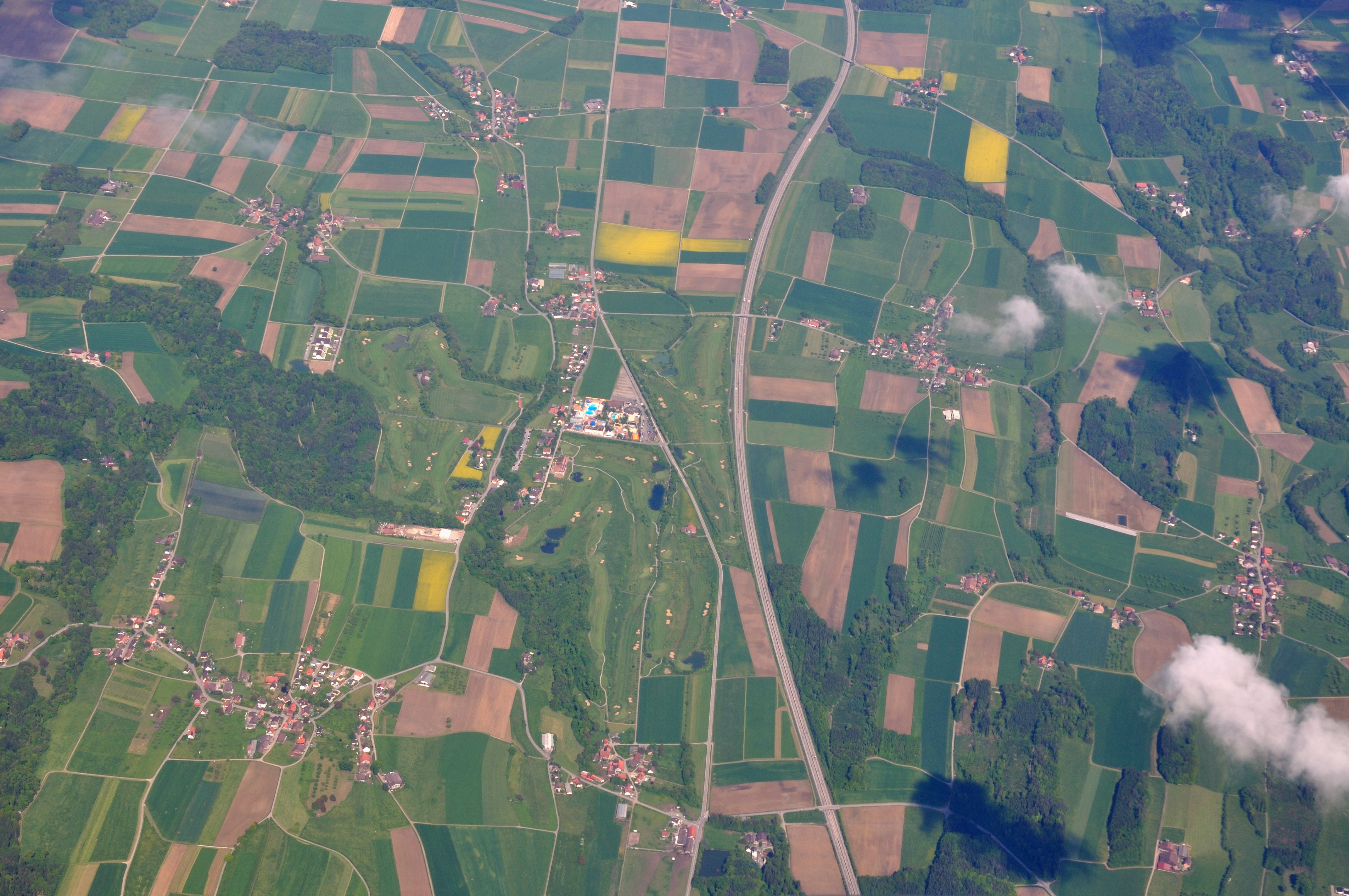
Luftaufnahme von 2010